# Hypsilurus ornatus
Hypsilurus ornatus là một loài thằn lằn trong họ Agamidae. Loài này được Manthey & Denzer mô tả khoa học đầu tiên năm 2006.